# كلية التقنية الهندسية هون

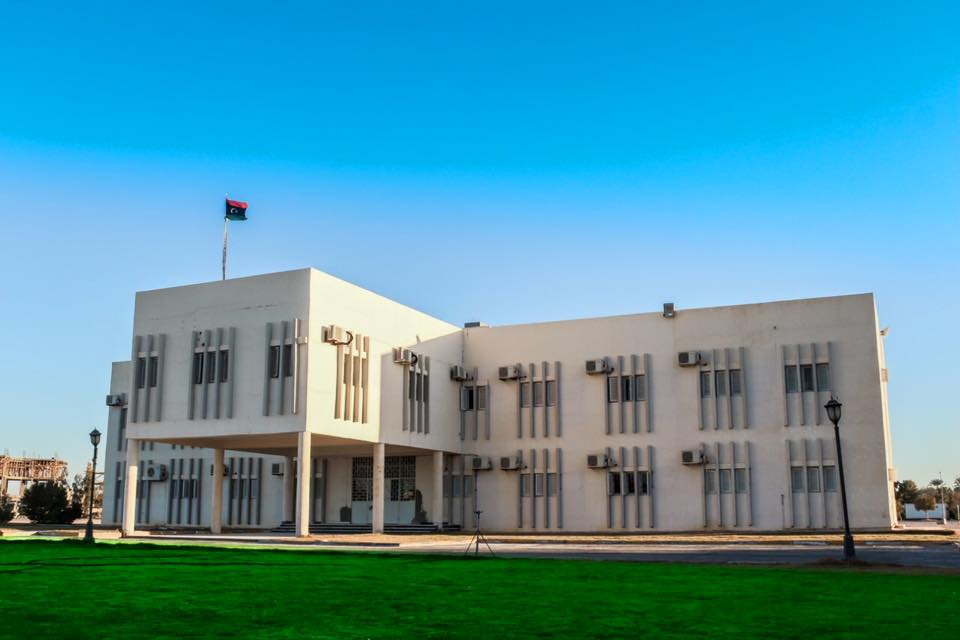

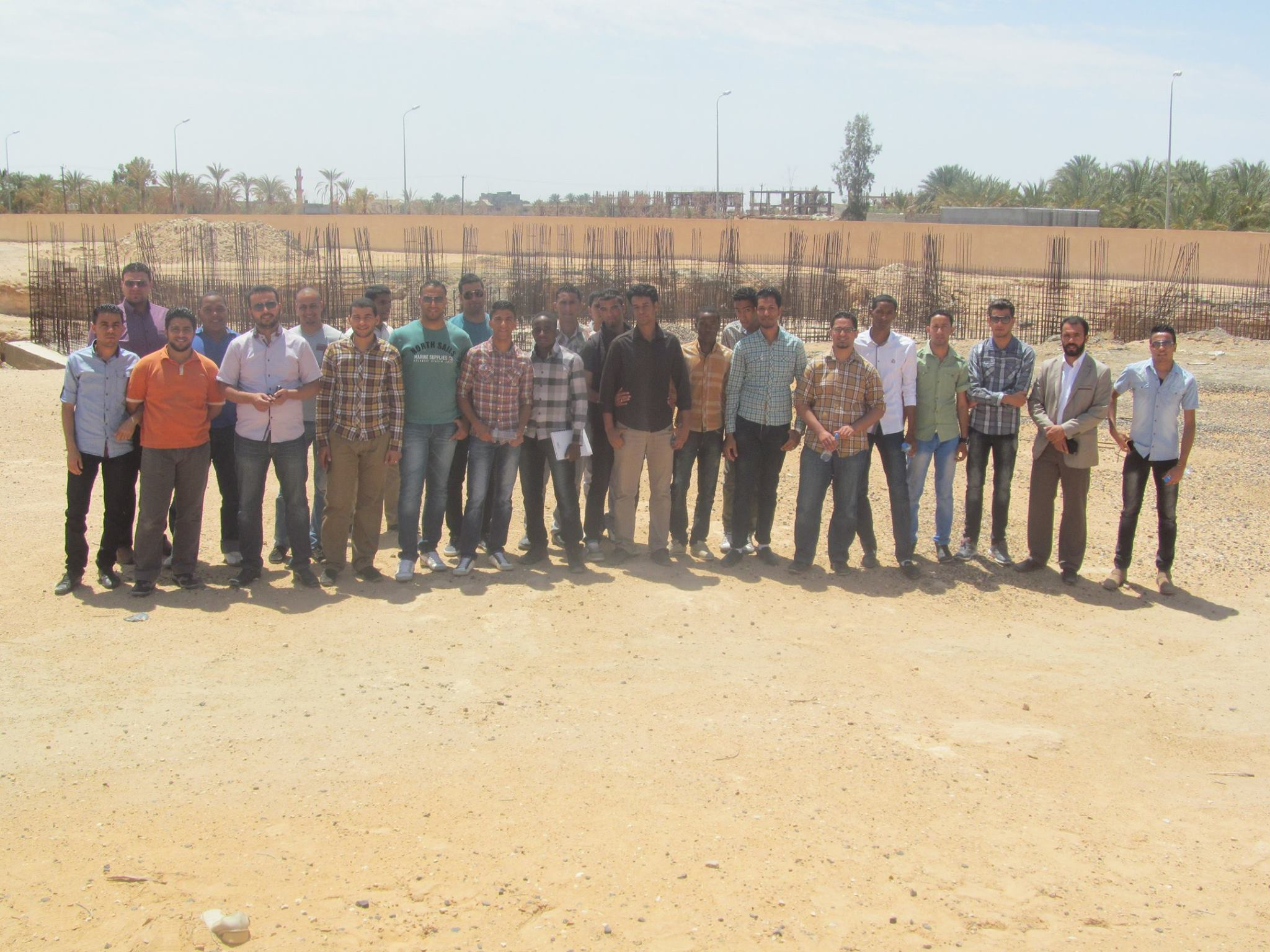

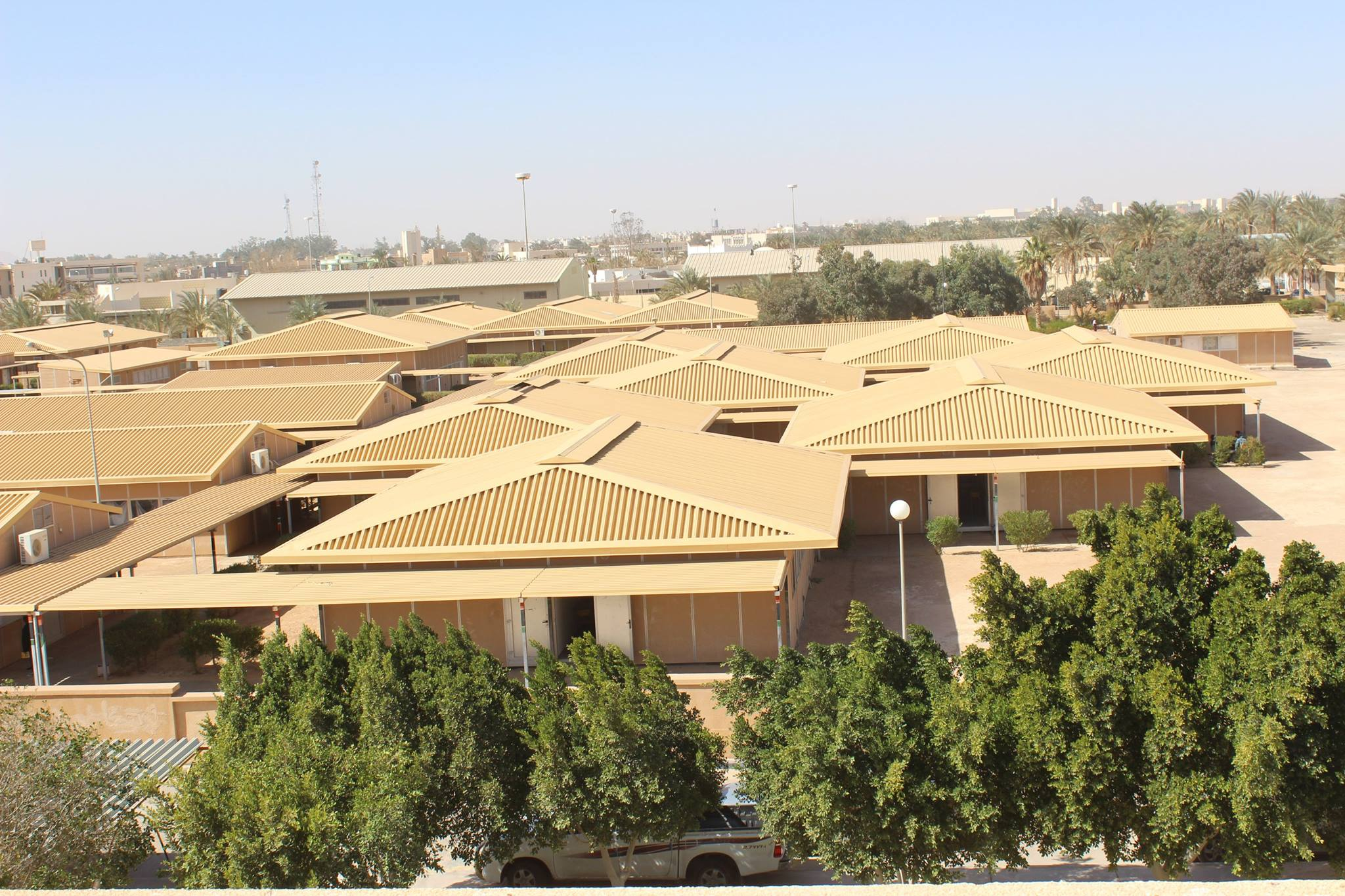

كلية التقنية الهندسية بهون هي أحد اعرق مؤسسات التعليم العالي الهندسي في ليبيا، وتم تأسيسها عام 1976 بهدف إعداد مهندسين تقنيين بدرجة البكالوريوس وتهيئتهم للمشاركة في مجالات التخطيط والتصميم والتشغيل والصيانة. وقد حرصت الكلية إلى تخريج كوادر تقنية متخصصة مؤهلة تأهيلاً عالياً قادرة على استيعاب التقنية وتكييفها مع حاجات التنمية، فقد تخرج من الكلية مئات المهندسين من من يتبوءون أعلى المناصب في المؤسسات الإنتاجية والبحثية ويساهمون في دفع عجلة التقدم في ليبيا.

## التاريخ
تأسست كلية التقنية الهندسية بهون (College of Engineering Technology Houn) أو المعهد العالي للميكانيكا والكهرباء سابقاً (Higher Institute of Mechanical and Electrical Engineering - Hoon) المعهد العالي للهندسة بهون سنة 1976م،
ونظراً لما تتمتع به الكلية من سمعة علمية متميزة تم اختياره من بين كليات ومعاهد الهندسة في ليبيا من قبل لجنة من الخبراء عن منظمة اليونسكو التابعة للأمم المتحدة لتنفيذ دورات تقنية لإعداد فنيين مهرة ليتولوا عمليات التشغيل والصيانة بمشروع النهر الصناعي منذ العام1995م، وقد تم تخريج خمس دفعات كان آخرها في سنة 2001م، كما تم اختياره من قبل لجنة من الخبراء من جمهورية ألمانيا وجهاز تنفيذ وإدارة الطرق الحديدية للقيام بتنفيذ دورات تدريبية لرفع كفاءة مهندسين وفنيين تابعين للجهاز في العام 2005م.
وخلال مسيرتها الطويلة والتي تمتد لما يقارب الأربع عقود من الزمن قدمت الكلية العديد من البرامج والنشاطات العلمية والبحثية والتدريبية كان لها دوراً بارزاً في تعزيز مسيرة التعليم الهندسي والتقني العالي في ليبيا.

## الدراسة والتخصصات
مدة الدراسة بالكلية ثمانية فصول دراسية إضافة إلى فصل صيفي تدريبي، ويوجد بالكلية أربع تخصصات هندسية هي الهندسة الميكانيكية الهندسة الكهربائية، الهندسة المدنية وهندسة السلامة. كما يوجد بالكلية قسم للدراسات العليا لمنح الدبلوم التقني العالي ودرجة الماجستير في مجال الهندسة الميكانيكية والهندسة الكهربائية وقد أفتتح القسم سنة 2002م.
كما تحتوي الكلية على قسم للدراسات العليا.

## الأقسام
يوجد بالمعهد ثلاثة أقسام:
- قسم الهندسة المدنية

- قسم الهندسة الميكانيكية
- قسم الهندسة الكهربائية

## المرافق
تضم الكلية 25 معملاً مزوداً بأحدث المعدات والأجهزة المعملية موزعة على جميع التخصصات الهندسية، بالإضافة إلى معامل العلوم الأساسية ومعمل الحاسوب ومعمل اللغة، كما توجد بالكلية مكتبة تضم أكثر من 4500 كتاب وتقدم خدمات رفيعة المستوى لروادها من الطلاب وأعضاء هيئة التدريس والباحثين عن طريق استخدام أحدث المنظومات الالكترونية في مجال تنظيم المكتبات.
كما توجد بالكلية العديد من المرافق الخدمية والترفيهية منها المخيم السكني الخاص بأعضاء هيئة التدريس، والقسم الداخلي والمطعم الخاص بالطلاب واستراحات خاصة بالضيوف ومنتسبي الدورات التي تقام بالكلية، كما توجد بالكلية نوادي ترفيهية ومقهى للانترنت والعديد من الملاعب والمنشآت الرياضية.

## الرسالة
تخريج الكوادر المتميزة في المجالات الهندسية والتقنية المختلفة بما يساعد في بناء وتطوير المجتمع وكذلك المساهمة في تزويده بالأبحاث والدراسات العلمية التطبيقية التي تعالج قضاياه التنموية الشاملة في إطار القيم والمفاهيم الإنسانية، والسعي أيضا إلى بناء وتوطيد علاقات التعاون مع كافة الجهات في المجالات الهندسية.

## االأهداف
1. تقديم التعليم المتميز لطلبة الكلية.
2. تطوير الخطة الدراسية لتلائم متطلبات سوق العمل والمعايير الدولية.
3. تعزيز البحث العلمي.
4. المساهمة في تطوير المجتمع.
5. توسيع وإستثمار العلاقات الدولية.

## جهات الإتصال
العنوان:
- P.O. Box 61160 - houn - Libya

رقم الهاتف:
- 00218572602842